# シコタンハコベ
シコタンハコベ（色丹繁縷、学名：Stellaria ruscifolia Willd. ex D.F.K.Schltdl.）は、ナデシコ科ハコベ属に分類される多年草の1種。別名がネムロハコベ、ナギハコベ。種小名のruscifoliaはナギイカダ属のような葉を意味する。和名は最初に色丹島で採集されたことに由来する。

## 特徴
横にはう地下茎から多数の茎が株状で直立し、高さ5-20 cm。全体に無毛で平滑、灰白色を帯び、茎や葉に細かな腺点がある。葉は帯白緑色で対生し、やや厚く、長さ0.7-2.5 cm、幅0.3-1 cmの卵形-卵状披針形で先は尖り基部は円形-心形、基部は茎を抱き、質はかたく、毛はない。イワツメクサよりも葉の幅が広い。

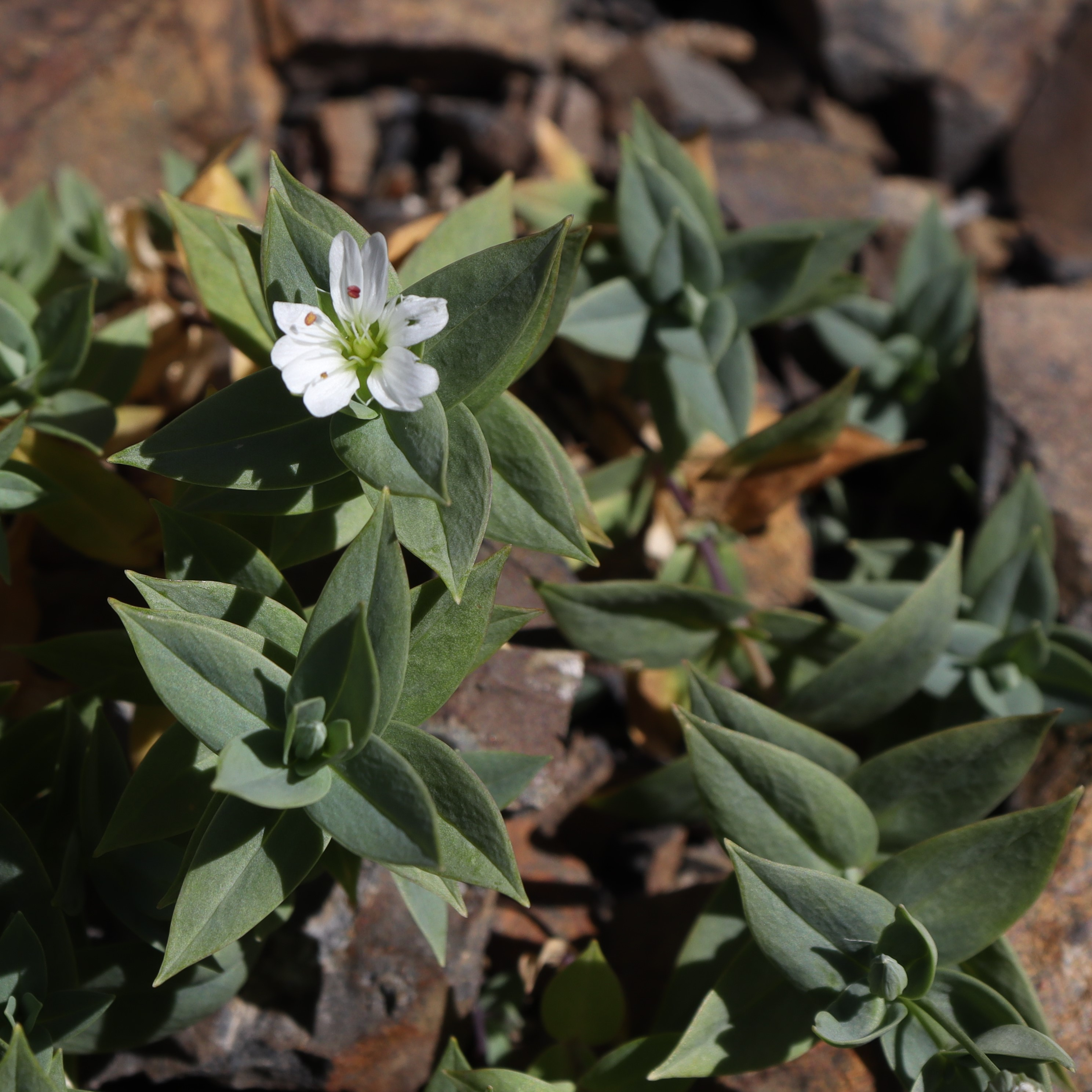
多数の茎が株状で直立する
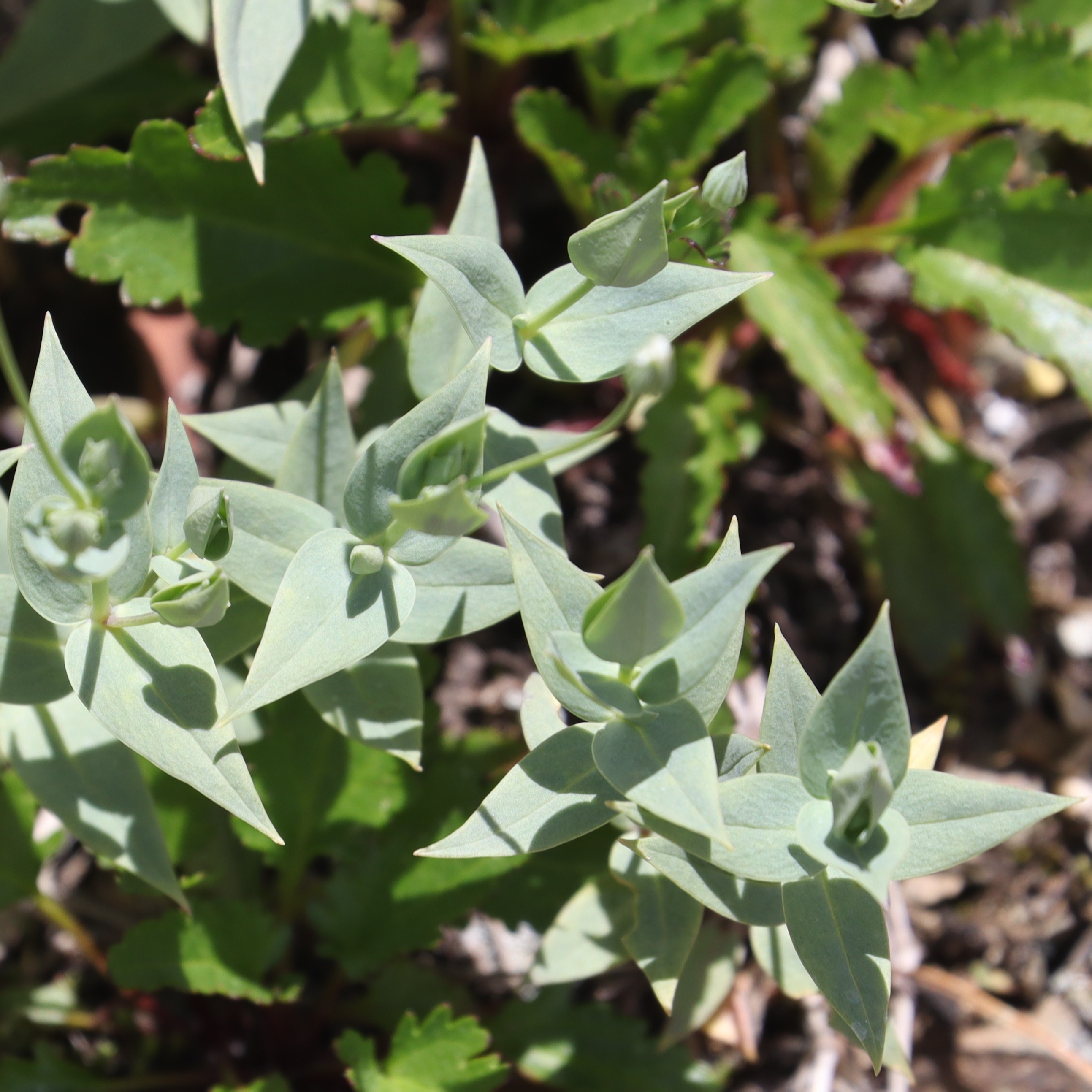
葉は対生し、卵形-卵状披針形で先は尖る

花は単性で集散花序にならず、頂生または腋生し、直径約1.5 cm、花弁は5個、長さ0.7-1 cmで萼片の2倍の長さ、深く2裂し、白色。花柄は長さ4-6 cmでで花は上を向く。雄しべはふつう10個、葯は紅色で新鮮な花は赤く美しい。萼片は5個。花柱は3-4個。花期は7-8月。蒴果は卵形、萼とほぼ同長。種子は腎円形、周辺に乳状突起があり、径約1 mm。染色体数は2n=26（2倍体）、ca.50（異数体）。

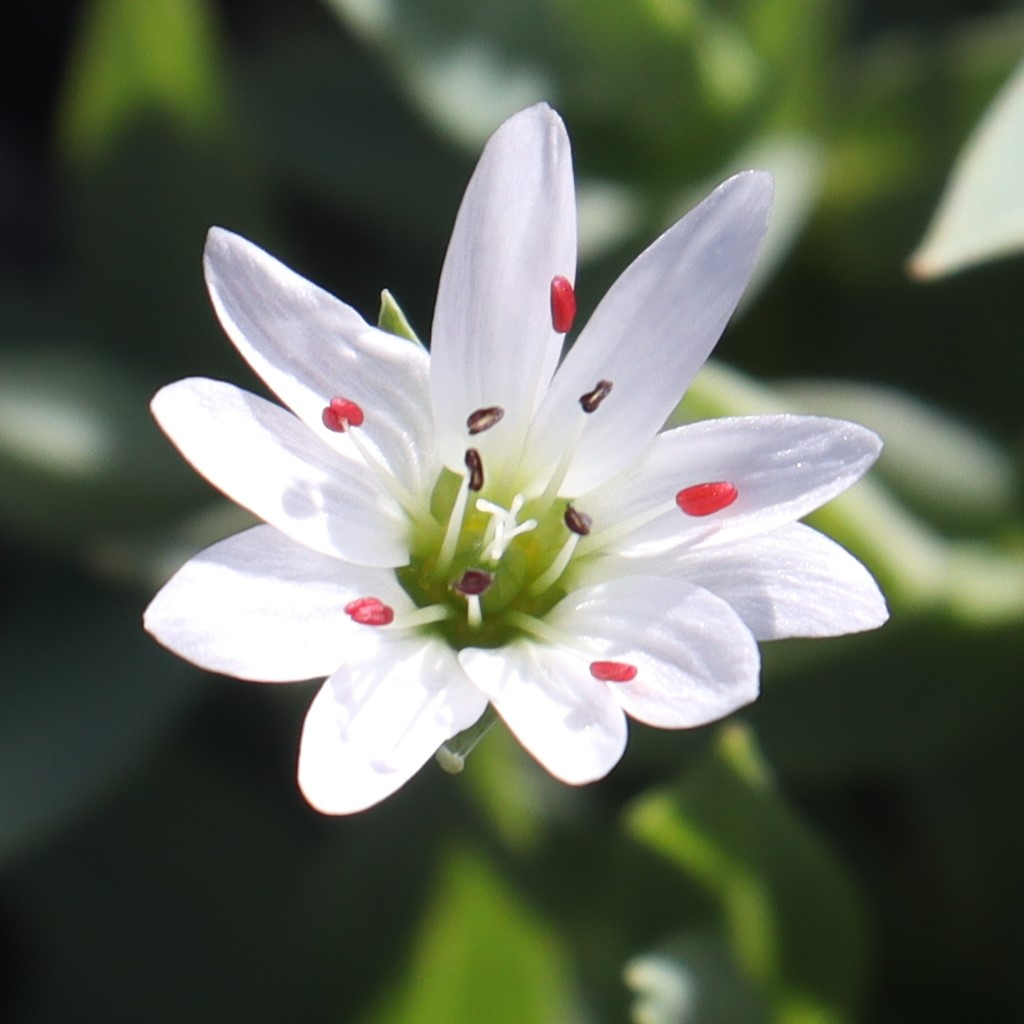
花弁は5個で深く2裂し、雄しべは10個、葯は紅色
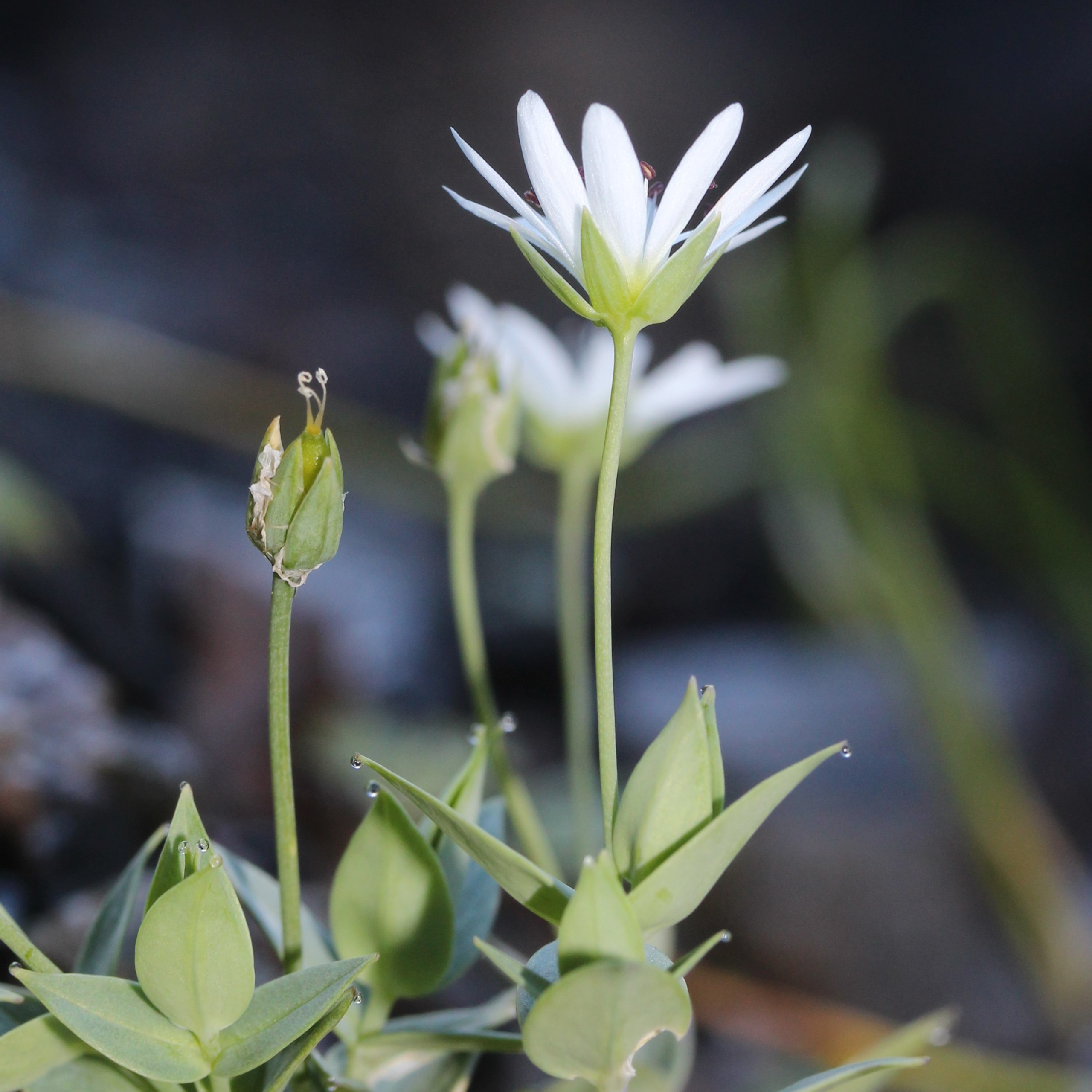
花弁は萼片の2倍の長さ
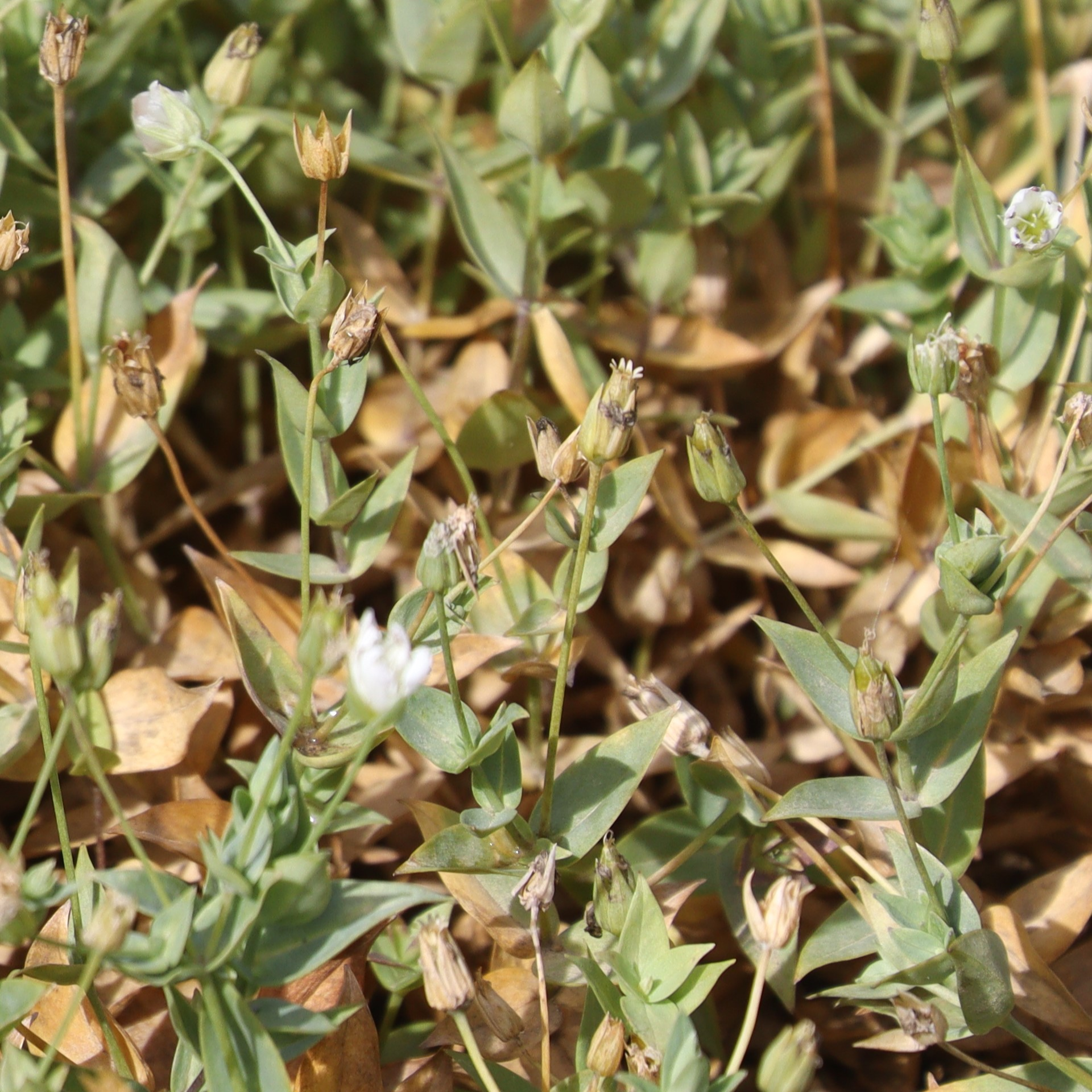
蒴果は卵形、萼とほぼ同長

## 分布と生育環境

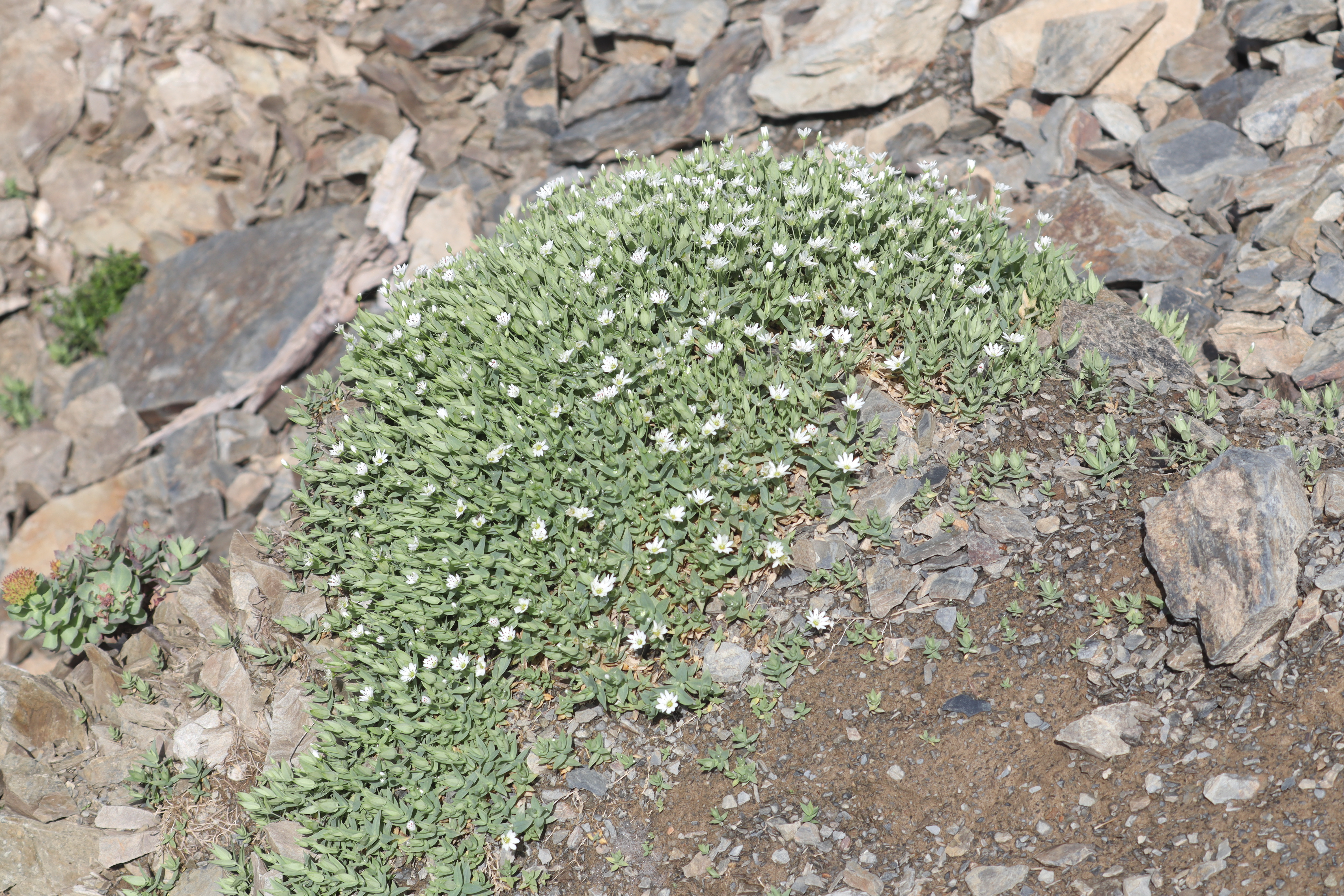
高山帯の崖付近の砂礫地に生育するシコタンハコベ、左端にイワベンケイ

東北アジア（オホーツク、アムール、カムチャツカ、樺太、千島列島、日本）の寒帯から亜寒帯に分布する。基準標本はシベリア東部のもの。
日本では、北海道（利尻島、知床半島、根室地方、阿寒山系、ニセイカウシュッペ山、富良野岳、羊蹄山）、本州（日光連山、浅間山、飛騨山脈、八ヶ岳、赤石山脈）に分布する。田中澄江による花の百名山と新・花の百名山で利尻山を代表する花として紹介されている。
海岸、亜高山帯から高山帯にかけての砂礫地、岩壁、崖に生育する。

## 利用
山野草として園芸されている。

## 種の保全状況評価
日本では環境省によるレッドリストで絶滅危惧II類の指定を受けていて、以下の都道府県のレッドリストで指定を受けている。
- 絶滅危惧IA類（CR） - 山梨県[12]
- 絶滅危惧II類（VU） - 静岡県[13]
- 準絶滅危惧 - 富山県[14]、長野県[15]
- 要注目 - 栃木県[16]